# Spielzeugmuseum, Dorf- und Rebbaumuseum

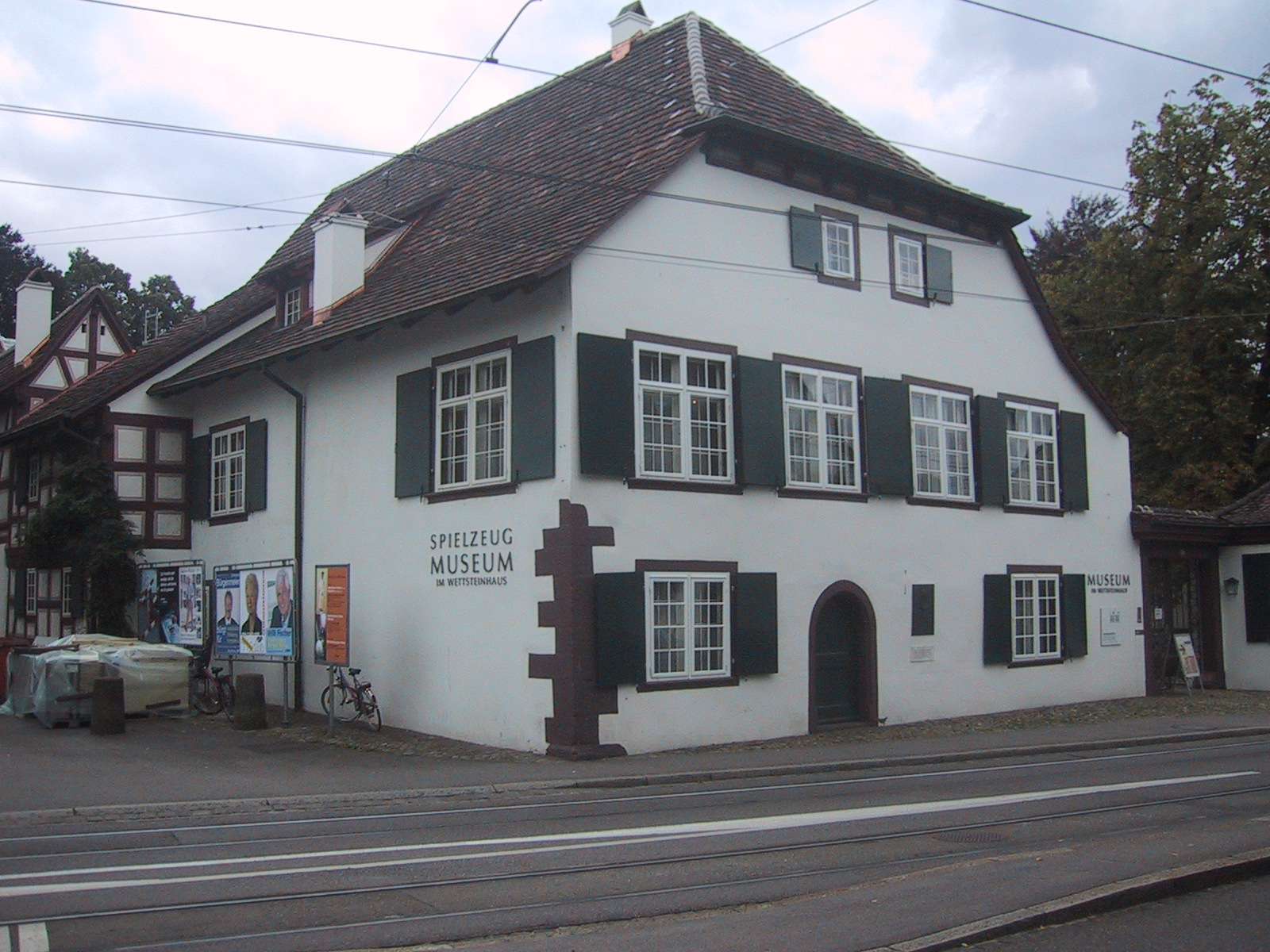
Spielzeugmuseum, Dorf- und Rebbaumuseum Riehen

Das MUKS – Museum Kultur & Spiel Riehen (ehemals Spielzeugmuseum, Dorf- und Rebbaumuseum) in Riehen bei Basel befindet sich im Alten Wettsteinhaus aus dem 17. Jahrhundert (benannt nach seinem ehemaligen Besitzer Johann Rudolf Wettstein) und ist eine dreiteilige Sammlung.
Als 1972 eingerichtetes Spielzeugmuseum, das erste in der Schweiz, präsentiert es eine umfangreiche Sammlung europäischen Spielzeugs, die teilweise dem Museum der Kulturen Basel gehört, teilweise das Legat eines Privatsammlers ist. Den Schwerpunkt bilden Holzspielwaren, Puppenstuben und -küchen, Blechspielzeug, Blei- und Zinnfiguren, Papiertheater und Eisenbahnen. Ländliches Naturspielzeug (Tannenzapfen, Knochen) und Objekte gewerblich-industrieller Herkunft (Nürnberg, Erzgebirge) verweisen auf unterschiedliche Formen früherer Erziehung. Die Ausstellung ergänzt ein eigener Spielraum.
Das Dorfmuseum stellt den ländlichen Alltag um 1900 und das Rebbaumuseum die Bedeutung des Weinbaus für das Dorf dar.